# Psalm 15
Der 15. Psalm (nach griechischer Zählung der 14.) ist ein Psalm Davids und der Gattung der „Liturgie“ zugehörig.

## Gliederung
Eine mögliche Gliederung des Psalms sieht folgendermaßen aus:
1. Vers 1: Anfrage an JHWH, wen er bei seinem Heiligtum zulasse
2. Vers 2–5b: Die Antwort JHWHs zählt die nötigen Eigenschaften auf
3. Vers 5c: göttliche Verheißung über die, die das alles erfüllen

## Datierung
Aufgrund der wörtlichen Berührung des Psalms mit dem Zinsverbot aus (3 Mos 25,37 ) lässt er sich auf die nachexilische Zeit datieren.